# 백성동
백성동(白星東, 1991년 8월 13일~ )은 대한민국의 축구 선수로 현재 K리그1 포항 스틸러스에서 미드필더로 활동 중이며 2012년 하계 올림픽 동메달리스트이다.

## 구단 경력
2007년 대한축구협회 우수선수 해외유학 프로젝트에 선발되어서 잉글랜드의 왓포드 FC로 유학을 다녀왔다.
2011년 12월 29일에 J리그의 주빌로 이와타와 계약을 맺었다. 2012년 3월 10일에 열린 콘사도레 삿포로와의 경기에서 프로 데뷔전을 치렀다. 5월 6일에 열린 우라와 레드 다이아몬즈와의 경기에서 프로 데뷔골을 기록했다.
2015 시즌을 앞두고 사간 도스에 입단했다.
2016년 여름 이적시장을 통해 J2리그의 V-파렌 나가사키로 임대 이적했다.
2017 시즌을 앞두고 K리그2 소속의 수원 FC로 이적했다. 4월 30일에 열린 대전 시티즌과의 경기에서 수원 FC 입단 이후 첫 골을 기록했다. 2019시즌을 앞두고 수원 FC의 주장으로 선임되었다.
2020 시즌을 앞두고 경남 FC로 이적했다.
2022 시즌을 앞두고 FC 안양으로 이적했다.

## 국가대표팀 경력
2010년 AFC U-19 챔피언십에 참가했으며 조별리그 전 경기와 준결승전에 출전했다. 이듬해 백성동은 2011년 FIFA U-20 월드컵에 출전하였으며, 조별리그 3경기와 16강전에 출전하는 등 주전 선수로 활약을 했다.
런던 올림픽에 출전하는 대한민국 U-23 축구 국가대표팀의 일원으로 선발되었다. 런던 올림픽에서 조별예선 3경기에 모두 출전을 했으며, 8강전인 영국전과 준결승전인 브라질 전에도 출전을 했다.
2013년 8월 14일 페루 축구 국가대표팀과의 친선경기에서 성인 국가대표팀에 데뷔했다.

## 수상 내역

### 팀

#### 대한민국 U-23
- 올림픽 동메달: 2012

#### 포항 스틸러스
- 코리아컵
  - 우승 2회 : 2023, 2024

### 개인
- 2011년 대한축구협회 남자 대학부 최우수선수상
- K리그2 베스트 11: 2020
- K리그1 도움상: 2023